# Yak-36 (航空機)
Yak-36（Як-36）
- 用途：試作垂直離着陸機
- 分類：垂直離着陸機
- 製造者：ヤコブレフ設計局
- 運用者： ソビエト連邦（ソビエト軍）
- 初飛行：1963年1月9日／1964年7月27日
- 生産数：12機
- 運用状況：退役

Yak-36(ロシア語: Як-36（ヤーク・トリーッツァチ・シェスチ)は、ソビエト連邦のヤコヴレフ設計局で開発された試作垂直離着陸機（VTOL機）である。
北大西洋条約機構（NATO）によるNATOコードネームは“Freehand”（フリーハンド）。

## 概要
1950年代後半、各国で垂直離着陸機（VTOL機）の研究・開発が盛んに行われるようになると、ソビエトでもそれらVTOL機に対する研究・開発が始められた。運用思想上、前線に仮設した野戦飛行場から航空機を発着させることを重視しているソビエト軍にとって、同種の機体は最適であると考えられた為である。また、アメリカに対して機動部隊戦力で大きく立ち遅れており、本格的な固定翼機を運用可能な航空母艦を未だ保有出来ていないソビエト海軍にとっても、海上航空戦力を得る上で大きな存在となると期待されていた。
各航空機設計局の中でもヤコブレフ設計局は率先して研究開発に着手し、試作迎撃戦闘機であるYak-30を改造して垂直離陸専用のジェットエンジン（リフトエンジン）を延長した機体内部に収納した実験機を製作し、「Yak-30V」の名称で開発を進めたが、ソビエト航空当局の興味を惹くことができず、ヤコブレフ設計局ではYak-30Vの開発を一時中断し、主ジェットエンジンのエンジンノズルを可動させることによって垂直離着陸を行う方式の機体の開発に着手した。
この新型案はYak-30Vと同じくYak-30を改設計する方向で進められ、エンジンを並列に2基装備して双発機とし、L字型の可変ノズルを装備する機体としてデザインがまとめられた。

## 開発
新たに開発された双発可変ノズル型垂直離着陸機の設計開発は最優先で進められ、当局によって採用されYak-36（Як-36）として完成した。設計案の採用後直ちに試作機の製作が命じられ、Yak-30Vとは異なり改造機ではなく新規製造機として地上試験専用の1機を含め4機が製作された。
飛行試作機は1963年1月9日にはホバリングに成功し、1964年7月27日には滑走による初飛行を行った。1966年には試作3号機がホバリングから水平飛行へ、また水平飛行からホバリングへの移行による完全垂直離着陸に成功し、ソビエトは垂直離着陸機の開発に成功したという実績を得た。
Yak-36は初期試作機に次いで若干の増加試作が行われ、地上の基地や野戦飛行場の他、1123「コンドル」型航空巡洋艦（モスクワ級ヘリコプター巡洋艦）での離着陸／運用試験も行われた。1967年のモスクワ航空ショーで初めて一般に公開され、この際には主翼下にロケット弾ポッドを装備した“実戦仕様”で公開され、ソビエトが垂直離着陸機を実用化していることを世界にアピールした。
しかし、垂直離着陸時には左右2基のエンジンを完全に同調させなければいけない為、ホバリング飛行時は非常に不安定で、機体前半部にジェットエンジンを並列に装備した機体構造は前下方視界が大きく制限されていたため、離着陸時の危険が大きく、パイロットの評価は芳しいものではなかった。垂直離陸時には燃料消費量が膨大なために航続距離が極端に短く、何よりも燃料を満載すると機体には搭載余力が殆ど残されておらず、実用垂直離着陸機とは謳っていたものの、「軍用機」としての実用面には大きな困難を抱えていた。
この為、制式採用はされたものの本格的な量産と配備は見送られることになり、ソビエト軍当局はヤコブレフ設計局に対し新たな垂直離着陸戦闘機の開発を命じ、本機とYak-30Vの開発実績を基に新たな垂直離着陸戦闘機の開発が進められることになった。
この新たな開発計画はYak-36M（後に改名されYak-38）として完成している。

## 機体
Yak-36は上述のように戦後第1世代の単発ジェット戦闘機の設計を発展させたものであるため、2基のエンジンを並列に収めた機体前半部が異様に太い他はMiG-15やMiG-17といったソビエトの戦後第1世代ジェット戦闘機に類似している。
“カスケード”と呼称されたL字型のエンジンノズルは垂直離着陸時には90度下方に向けられるようになっており、この他にエンジン排気の一部を両主翼端、尾部、及び機首よりブーム式に延ばされた4箇所の補助排気ノズルから噴出することによって機体を安定させて垂直離着陸を行う。
主翼は翼幅の短いクリップドデルタ翼で、胴体下面の前後2箇所に主脚を装備する他、両翼端には単脚式の補助輪を備える。
固定武装として23mm、もしくは30mm機関砲を搭載する他、主翼下には4箇所のハードポイントがあり、空対空ミサイル、爆弾、ロケット弾ポッド等を搭載する予定であった。

## 諸元
- 全長：17 m
- 全幅（翼幅）：10.5 m
- 全高：4.5 m
- 重量：
  - 空虚重量：4,140 kg
  - 最大離陸重量：8,900 kg
- エンジン：

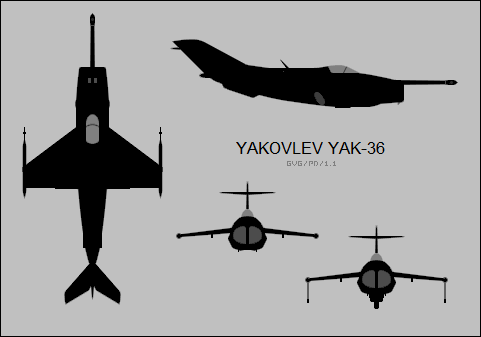
Yak-36

  - ツマンスキー R-27-300（推力 6,350 kgf）×2
- 最大速度：1,000 km/h
- 航続距離：370 km（垂直離陸時）
- 最大運用高度：12,000 m(39,350 ft
- 武装：30 mm もしくは23 mm 機関砲（予定）、空対空ミサイル、爆弾等

乗員：1 名